# Чайка (бассейн)

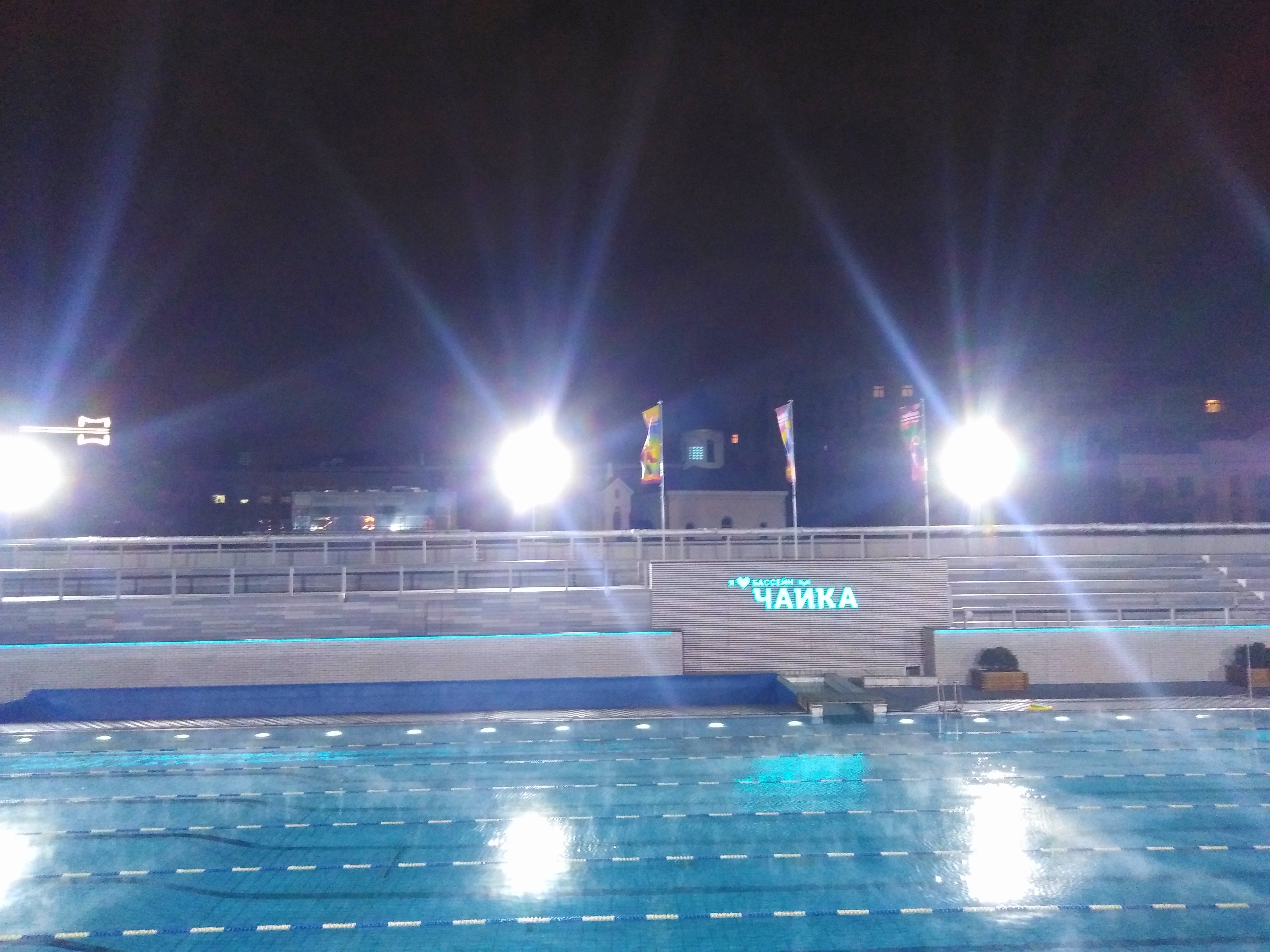
Чайка, пятидесятиметровый бассейн

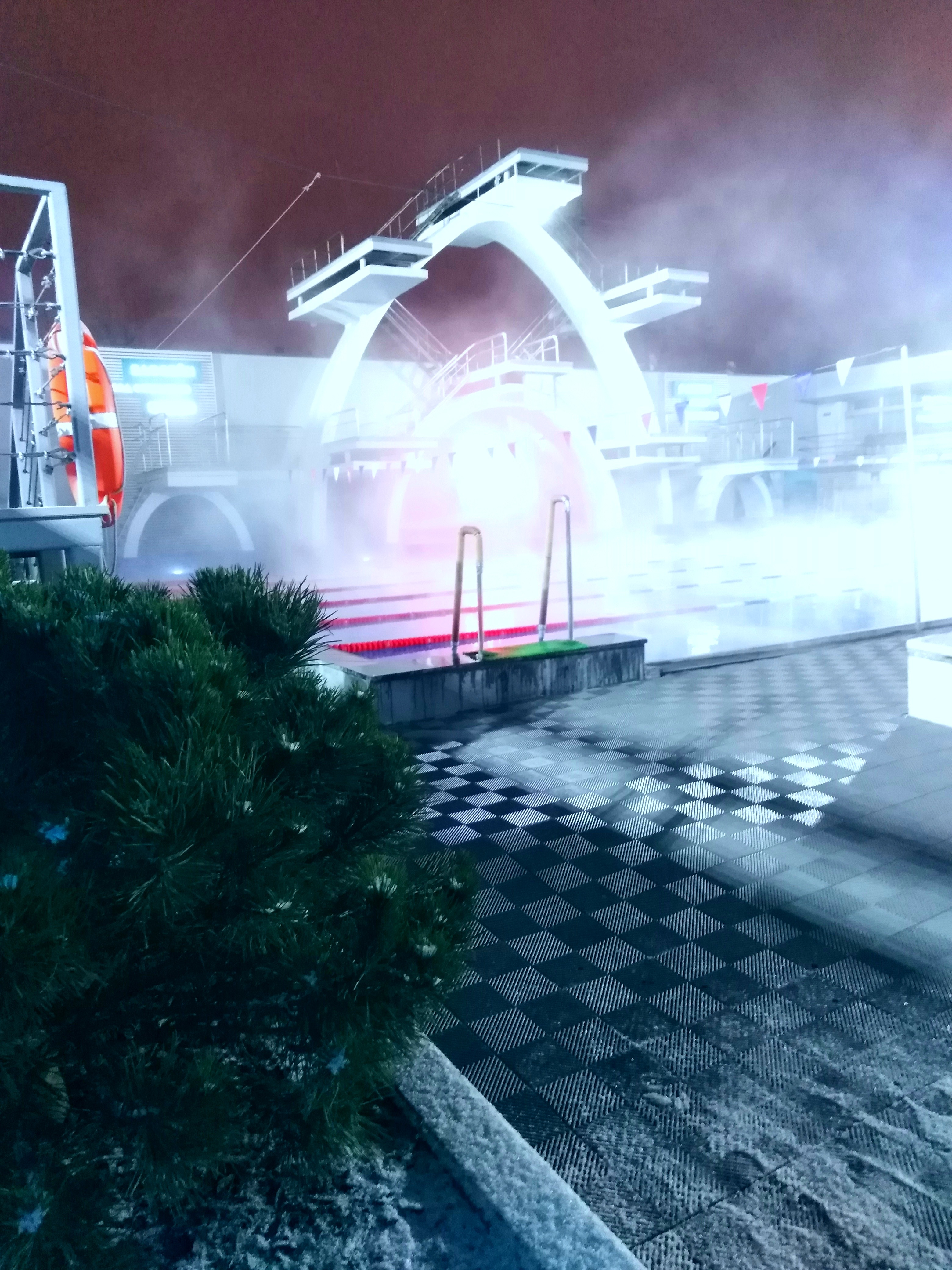
Бассейн Чайка, двадцатипятиметровый бассейн и вышки для прыжков

«Чайка» — плавательный бассейн под открытым небом, расположенный в Москве в районе Хамовники по адресу Турчанинов переулок, 3/1.

## История
Бассейн «Чайка» был построен в 1957 году по проекту архитектора Бориса Топаза и конструктора Юрия Дыховичного к VI Всемирному фестивалю молодёжи и студентов. Первоначальный проект тяготел к классицизму, гармонировал с наземным вестибюлем станции метро «Парк культуры» и близлежащими Провиантскими складами. Бассейн стал одним из главных спортивных объектов фестиваля, пользовался популярностью у любителей плавания и служил местом тренировок профессионалов. Здесь готовилась к соревнованиям сборная СССР по водным видам спорта, начинали карьеру Владимир Васин, Елена Вайцеховская, Владимир Буре.
К Летним Олимпийским играм 1980 года в Москве архитекторы Дмитрий Солопов и Михаил Казарновский и конструкторы Ю. Розовский и С. Турковский разработали проект реконструкции бассейна в традициях ранней хрущёвской архитектуры: здание утратило все классические элементы и было надстроено полностью прозрачным объёмом крытого теннисного корта с гнутыми деревянными перекрытиями, символизирующими волну. Отсылкой к классической архитектуре первоначального проекта стал остеклённый кафетерий, расположенный почти на уровне воды и напоминающий формой фланкированную беседками ротонду, присутствовавшую в проекте Топаза.
После приватизации в 1993 году 49 % «Чайки» оказалось в собственности города, остальное разделили частные лица. Несмотря на продажу земли, снос исторической застройки и новое строительство на окружающей части Остоженки и Пречистенки в лужковский период, «Чайка» была сохранена. В 2003 город передал свою долю в «Чайке» Московской страховой компании, находившейся в паритетном владении городского правительства и Банка Москвы. В 2005 году Банк Москвы и МСК учредили фонд «Будущее без наркотиков», которому передали находившееся на соседнем с бассейном участке здание теннисного корта, в 2009 году страховая компания передала акции «Чайки» ряду офшорных компаний, связанных с топ-менеджментом банка, которые под залог акций получили у банка займы на 4,2 миллиарда рублей. В 2010 году компания «Чайка девелопмент» под руководством бывшего сотрудника Банка Москвы объявила о планах строительства по соседству с бассейном спортивного культурно-спортивного центра на 3000 м² и аквапарка на 2500 м², а на месте теннисных кортов — отеля и апартаментов. Однако в 2011 году Банк Москвы был куплен банком ВТБ, юристы последнего начали заниматься возвратом выведенных активов и «Чайка» вновь оказалась в собственности Банка Москвы к лету 2012 года.
После возвращения «Чайки» Банк Москвы начал модернизацию бассейна и переформатировал его в спортивно-оздоровительный центр с клубной системой посещения. Весной 2016 года Банк Москвы продал «Чайку» и недостроенный культурно-спортивный центр по соседству на торгах, в которых приняли участие компании бывшего губернатора Приморского края Сергея Дарькина и крупного владельца коммерческой недвижимости, предпринимателя Александра Куликова. В сентябре 2016 года «Чайка» как бывшая дочерняя компаний ВТБ попала в расширенный список компаний, попавших под секторальные санкции Министерства финансов США.
До 1960 г. назывался "Москва".  В 1978 г. реконструирован с частичным изменением фасадов (арх. Макаров В. Г., Казарновский М. Н., Солопов Д. С.).

## Характеристики
Спортивно-оздоровительный центр «Чайка» включает 2 круглогодичных взрослых бассейна длиной 50 метров и 25 метров и глубиной от 1,5 до 2 и 5 метров, детский бассейн глубиной 0.9 метров. В конце 2021 года на территории открытого бассейна появилась крупнейшая в Москве гидромассажная зона: по её периметру располагается 116 форсунок — искусственных гейзеров, оказывающих массажное воздействие на различные зоны тела. Исторические трибуны бассейна превращены в место для летнего загара. На территории комплекса работают тренажёрный зал, зал для фитнеса, баня-сауна, соляная комната, массажный кабинет и кафетерий.